# Алжирска война за независимост
Алжирската война за независимост (на френски: Guerre d'Algérie или Révolution algérienne; на арабски: الثورة الجزائرية) се води между Франция и алжирския Фронт за национално освобождение в периода 1954 – 1962 г. и довежда до спечелването на независимост на Алжир от Франция.
Това е сложен конфликт от движението по деколонизация на Африка, характеризиращ се с партизанска война и прилагането на изтезания. Той прераства в гражданска война между различните общества в страната. Тя се провежда главно на територията на Алжир.
Войната се разпалва от членове на Фронта за национално освобождение на 1 ноември 1954 г. и води до сериозна политическа криза във Франция и падането на Четвъртата френска република. Бруталността на методите, използвани от френските сили във войната, не само настройва алжирското общество срещу французите, а ограничава подкрепата на французите у дома и уронва френския престиж в чужбина. С течение на войната, френската публика постепенно се обявява срещу нея и много от френските съюзници, включително и САЩ, снемат подкрепата си към Франция и се въздържат от по-нататъшна дискусия на конфликта пред ООН.
След големи демонстрации в град Алжир и няколко други града в подкрепа на независимостта през 1960 г., както и резолюция на ООН, признаваща алжирското право на независимост, президентът на Франция Шарл дьо Гол решава да започне поредица от преговори с Фронта за национално освобождение. Те завършват с Евианските споразумения през март 1962 г. На 8 април 1962 г. е проведен референдум и френският електорат одобрява Евианските споразумения. Резултатът е 91% подкрепа за ратификация на споразуменията, а на 1 юли е проведен втори референдум в Алжир, при който 99,72% от гласовете са в подкрепа на независимостта..
Планираното френско изтегляне от страната води до държавна криза. Тя включва различни опити за убийство срещу Шарл дьо Гол, както и опити за военен преврат. Повечето от тях са извършвани от Тайната въоръжена организация – нелегална организация, съставена главно от френски военни лица, поддържащи френската власт в Алжир и извършващи множество бомбени атентати както в Алжир, така и във Франция с цел спиране на планираната независимост.
След обявяването на алжирската независимост през 1962 г., около 900 000 европейски алжирци (т.нар. пие ноар) заминават за Франция, опасявайки се от потенциално отмъщение от страна на Фронта за национално освобождение. Френското правителство се оказва съвсем неподготвено за огромния брой бежанци, което довежда до размирици във Франция. Повечето от алжирските мюсюлмани, които са работили за французите, са обезоръжени и изоставени. Харките, служили като спомагателни войски в редиците на френската армия, са считани за предатели и много от тях за избити от бойците на Фронта за национално освобождение или линчувани от разгневени тълпи, като често са отвличани и изтезавани. Около 90 000 от тях успяват да избягат във Франция, някои от които с помощта на френски офицери, игнориращи заповеди. В днешно време, те и наследниците им образуват голяма част от френското алжирско население.